# Friedrich Behrens (Heimatverein Scheeßel)

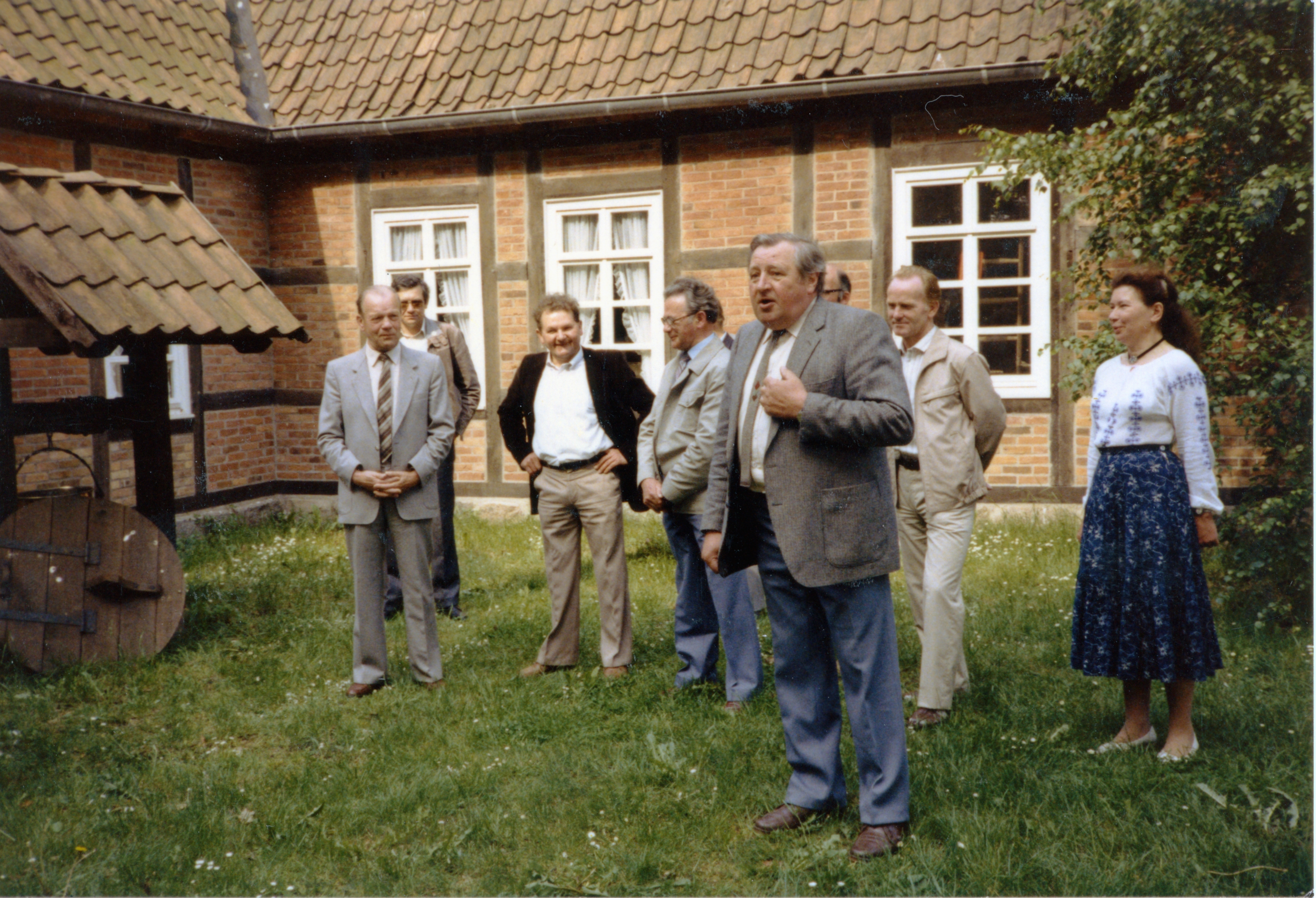
Friedrich Behrens bei einer Gästeführung auf dem Meyerhof Scheeßel, 1996

Friedrich Behrens (* 28. August 1927 in Scheeßel; † 30. Oktober 2003) war Vorsitzender des Heimatvereins Niedersachsen e.V. Scheeßel und Ehrenbürger der Gemeinde Scheeßel.

## Biografie
Behrens war das jüngste von fünf Kindern des Landwirts Cord Adolf Friedrich Behrens und seiner Frau Catharina. Er war verheiratet mit Christine Behrens, die ihn bei seiner ehrenamtlichen Tätigkeit unterstützte und später seine Aufgaben übernahm.

### Heimatverein Niedersachsen Scheeßel
Friedrich Behrens prägte über Jahrzehnte mit seiner ehrenamtlichen Tätigkeit die Entwicklung des Heimatvereins Niedersachsen e.V. Scheeßel und die des vom Verein getragenen Heimatmuseums Scheeßel.
Von 1956 bis 1962 war er Mitglied im Ausschuss für Fahrten und Wanderungen. Von 1964 bis 1970 übernahm er die Leitung des Bauausschusses. In dieser Zeit wurde das erste Museumsgebäude, das unter der Leitung von Ernst Müller-Scheessel errichtete Heimathaus, renoviert sowie das Museumsgelände um fünf translozierte Gebäude erweitert.
Von 1971 bis 2001 war Friedrich Behrens Vorsitzender des Heimatvereins. In dieser Zeit unterstützte er den Ankauf des Meyerhofes durch die Gemeinde Scheeßel und übernahm die Verantwortung für die Restaurierung der Nebengebäude (Blaudruckspeicher, Kunstgewerbehaus, Weberhaus) und erweiterte die Hofanlage durch das Eingangstor, das Häuslingshaus, den Schafstall und die Schmiede.
Besondere Bedeutung hatte hierbei der Ankauf des Inventars der Blaudruckerei Heinrich Müller sowie der Einrichtung einer Museumswerkstatt im Blaudruckspeicher auf dem Meyerhof. Als Vorsitzender des Heimatvereins gelang es ihm, die notwendigen finanziellen Mittel zum Ankauf des Inventars mit etwa 1000 historischen Druckmodellen zu erlangen. Weiterhin konnte er mit Alfons Friese einen ehemaligen Mitarbeiter der Blaudruckerei für die Arbeit in der Museumswerkstatt sowie zur Ausbildung von ehrenamtlichen Mitarbeitern zur Erhaltung der Handwerkskunst gewinnen. In der Folge nahm die deutsche UNESCO-Kommission 2016 den Blaudruck auf Antrag von niedersächsischen Blaudruckern aus Einbeck, Jever und Scheeßel in das bundesweite Verzeichnis des immateriellen Kulturerbes auf. Am 28. November 2018 wurde der Blaudruck bei der Tagung des zwischenstaatlichen UNESCO-Komitees auf Mauritius als gemeinsames Kulturgut Deutschlands, Österreichs, der Slowakei, Tschechiens und Ungarns in die Repräsentative Liste des immateriellen Kulturerbes der Menschheit aufgenommen.

### Naturschutz
1980 setzte sich Behrens für den Erhalt des Naturdenkmals Scheeßeler Gerichtslinde ein.
1989 war er Gründungsmitglied der Interessengemeinschaft Vareler Heide und Vorstandsmitglied bis 2003. In dieser Zeit wurden Flächen der Heidelandschaft erworben und renaturiert.
1989 war er Gründungsmitglied des Förderverein Amtsvogtei für die Erhaltung des Vogteiparks.
Von 1974 bis 2003 setzte er sich gemeinsam mit Bürgern aus Bartelsdorf für den Erhalt des alten Kirchwegs von Bartelsdorf nach Scheeßel ein. In dieser Zeit wurde der sogenannten Bartelsdorfer Steg, ein Steg der über eine Länge von 120 Metern über eine Feuchtwiese und den Fluss Veerse führt, grundlegend erneuert und wieder passierbar gemacht.

### Verbandstätigkeiten
- 1973 – 2003 beratendes Mitglied im Ausschuss für Kultur- und Fremdenverkehr der Gemeinde Scheeßel
- 1983 – 1997 Beiratsmitglied im Vorstand des Landschaftsverbandes Stade

## Veröffentlichungen
- Handblaudruck im Scheeßeler Heimatverein, Heimatverein Niedersachsen e.V, Scheeßel, 1982 (Vorwort)
- Das Kirchspiel Scheeßel – Erinnerungen an die „gute alte Zeit“, Heimatverein Niedersachsen e.V. Scheeßel, 1986 (Vorwort)

## Auszeichnungen
- 1985 Verdienstkreuz am Bande des Niedersächsischen Verdienstordens
- 1996 Ehrenmitglied des Heimatverein Niedersachsen e.V. Scheeßel
- 1996 Ehrenbürger der Gemeinde Scheeßel
- 2001 Ehrenvorsitzender des Heimatverein Niedersachsen Scheeßel